# Angel Joy Chavis Rocker
Angel Joy Chavis Rocker, còn được gọi là Angel Joy Rocker, là một cố vấn hướng dẫn đến từ bang Florida. Năm 1999, bà trở thành người phụ nữ da đen đầu tiên tranh cử Tổng thống Hoa Kỳ với tư cách là đảng viên Cộng hòa.

## Tiểu sử
Rocker lớn lên ở High Point, Bắc Carolina, tốt nghiệp trường trung học T. Wingate Andrews. Rocker theo học và tốt nghiệp Đại học Bắc Carolina tại Greensboro và nhận bằng thạc sĩ tư vấn tại Đại học Bang Georgia.
Rocker làm cố vấn hướng dẫn và sống ở Fort Walton Beach, Florida. Vào ngày 23 tháng 3 năm 1999, bà thông báo rằng sẽ thành lập một ủy ban thăm dò tổng thống, hy vọng sẽ nhận được sự đề cử của Đảng Cộng hòa trong cuộc bầu cử Tổng thống Hoa Kỳ năm 2000.
Với thông báo này, bà trở thành người phụ nữ da đen đầu tiên tranh cử Tổng thống Hoa Kỳ với tư cách là một đảng viên Cộng hòa. Chiến dịch tranh cử của Rocker được coi là một bước dài vì bà có rất ít tài trợ cho chiến dịch tranh cử, tên tuổi và không có kinh nghiệm chính trị, trước đó bà chưa từng nắm giữ chức vụ dân cử. Các khía cạnh trong nền tảng của bà bao gồm việc tạo ra thuế khoán, mở rộng chăm sóc y tế, và khuyến khích ảnh hưởng, đại diện của người da đen trong đảng Cộng hòa.
Bà nói rằng muốn kiểm tra xem liệu những người Cộng hòa có phải là một "cái lều lớn hay không". Tại cuộc thăm dò ý kiến của Đảng Cộng hòa Alabama năm 1999, bà tuyên bố ứng cử để "nêu rõ các vấn đề thu hút người gốc Tây Ban Nha, người Mỹ gốc Phi và các dân tộc thiểu số khác" đến với đảng Cộng hòa và điều quan trọng là phải "nêu rõ những vấn đề này theo hướng tích cực thay vì cách tiêu cực", nói rằng chiến dịch của bà là về việc đưa vào đảng. George W. Bush cuối cùng đã giành chiến thắng trong cuộc bầu cử sơ bộ năm 2000 của Đảng Cộng hòa và cuộc tổng tuyển cử chống lại Al Gore.
Bà qua đời vào ngày 25 tháng 2 năm 2003, tại Navarre, Florida, ở tuổi 36 sau một cuộc phẫu thuật.